# Heinrich III. von Braunschweig-Lüneburg

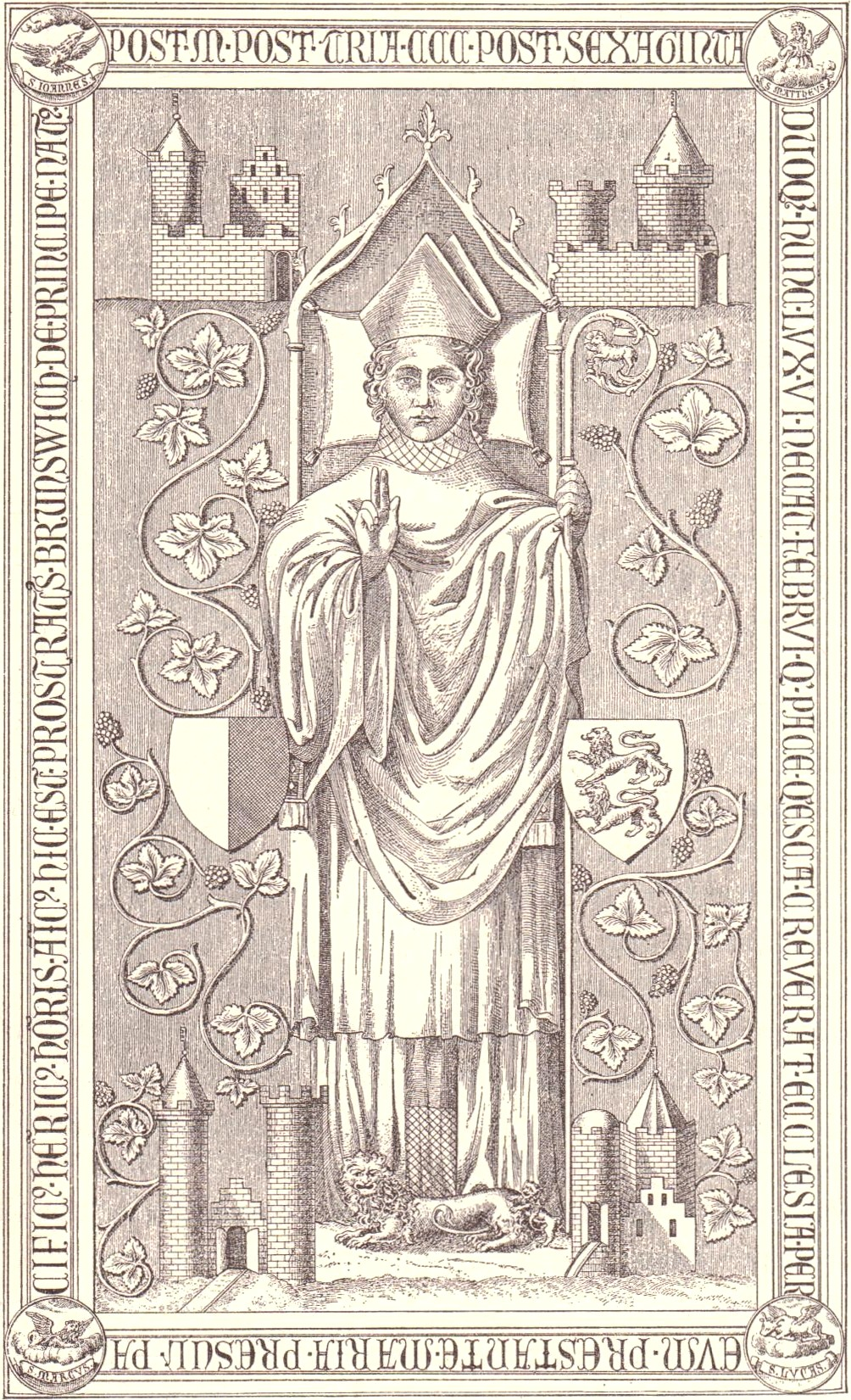
Die (verlorene) Grabplatte Heinrichs III.; Zeichnung von 1787: zu Seiten des Bischofs die Wappen des Stifts Hildesheim und des Herzogtums Braunschweig; in den Ecken die vier von ihm erworbenen Burgen Marienburg, Wiedelah, Schladen und Woldenstein

Heinrich III. von Braunschweig-Lüneburg (* um 1296; † 6. Februar 1363 in Hildesheim) war seit 1331 Bischof von Hildesheim.

## Familie
Heinrich stammte aus dem welfischen Haus der Herzöge von Braunschweig-Lüneburg. Sein Vater war Herzog Albrecht II. Die Mutter hieß Rixa und war Tochter des Wendenfürsten Heinrich von Werle. Seine Brüder waren Herzog Otto von Braunschweig-Lüneburg, Bischof Albrecht von Halberstadt, Herzog Magnus von Braunschweig sowie Herzog Ernst von Braunschweig-Lüneburg.

## Kampf um die Macht
Heinrich wurde von der Mehrheit des Domkapitels 1331 zum Bischof gewählt. Allerdings stieß die Bestätigung auf erhebliche Schwierigkeiten. Die Wahl bestätigt hatte der Administrator des Erzbistums Mainz Balduin von Luxemburg. Der Papst hatte allerdings Heinrich von Virneburg zum Mainzer Erzbischof ernannt, so dass Heinrichs erzbischöfliche Bestätigung zweifelhaft war. Hinzu kam, dass sein Vorgänger Otto II. von Hildesheim vor seinem Tod das Bistum in die Hände des Papstes gelegt hatte, was die Wahl des Kapitel ohne päpstliche Zustimmung vergeblich machte. Tatsächlich hat Papst Johannes XXII. den Grafen Erich von Holstein-Schaumburg zum Bischof von Hildesheim bestimmt.
Heinrich hat dies nicht akzeptiert und wurde dafür mit dem päpstlichen Bann und Interdikt belegt. Da das Domkapitel, die Braunschweiger Herzöge und der Adel hinter ihm standen, beherrschte er große Teile des Hochstifts Hildesheim. Der Einfluss seines Konkurrenten war im Wesentlichen auf die Stadt Hildesheim und die Klöster beschränkt.
Zwischen beiden umkämpft war die Dammstadt, eine Siedlung von flandrischen Zuwanderern unmittelbar vor der Stadt Hildesheim. Diese machte der Stadt erhebliche wirtschaftliche Konkurrenz und stand hinter Heinrich. Erich griff in der Weihnachtsnacht 1332 die Dammstadt an und zerstörte sie. In der Folge musste er einen Sühnevertrag unterzeichnen, der auch einen Waffenstillstand beinhaltete. Erich hielt sich nicht daran und wurde in den folgenden Kämpfen von Heinrich besiegt. Im Jahr 1346 wurde Erich zu einem Friedensvertrag gezwungen, in dem er Hildesheim und die Dammstadt an Heinrich abtrat.

## Anhänger, Gefolgsleute und Verbündete
Der langwierige Streit um den Hildesheimer Bischofsstuhl und weitere, zum Teil mit ihm verzahnte Konflikte gaben Bischof Heinrich den Anstoß, das schon von seinen Amtsvorgängern geflochtene politische Beziehungsnetz zum regionalen Adel zu festigen und auszubauen. Zeit seines Pontifikats konnte sich der Bischof folglich auf einen Kreis adeliger Herrschaftsträger stützen, die zu verschiedenen Zeitpunkten als seine Verbündeten oder Dienstleute in Erscheinung traten. Zu den durch Dienstvertrag verpflichteten Akteuren des Dynastenadels gehörten die Grafen Konrad III. und Konrad IV. von Wernigerode, Johannes IV., Burchard VIII. und Gerhard von Wohldenberg sowie Ludolf von Wohldenstein. Ein zumeist freundschaftliches Verhältnis bestand zudem zu den Grafen von Blankenburg-Regenstein. Aus der Schicht des Niederadels sind es allen voran die Herren von Schwicheldt und von Gadenstedt, die durch besondere Dienste, Ämter respektive Lehensanweisungen als wichtige Helfer im Beziehungsgeflecht Heinrichs greifbar werden.

## Weiteres Wirken
Nach dem Tod Erichs wurde der päpstliche Bann 1352 aufgehoben. Clemens VI. bestätigte nachträglich auch alle Amtshandlungen Heinrichs. Allerdings behielt sich der Papst die Benennung eines Nachfolgers vor. Im Jahr 1355 erhielt Heinrich die Regalien und Reichslehen. Im Jahr 1362 folgte die königliche Investitur. Eingriffsmöglichkeiten des Kaisers in Angelegenheiten des Stifts Hildesheim waren indes kaum noch vorhanden. Als Kaiser Karl IV. dem Bischof den Kriegszug gegen Nordhausen untersagen wollte, hatte Heinrich sich daran nicht gehalten.
Im Inneren hat er eine Reihe von verpfändeten Burgen und Schlössern ausgelöst. Allerdings hatte er 1333 zeitweise die Münze an die Stadt Hildesheim verpfänden müssen. Außerdem hat er zur Sicherung der Grenzen neue Burgen errichtet oder erworben. Darunter waren die Marienburg, Woldenstein und Burg Wiedelah. Er erwarb auch die bischöfliche Burg Schladen vom letzten Lehnsnehmer Albrecht von Schladen zurück. Gegenüber den Begehrlichkeiten der Herzöge von Braunschweig gelang es ihm, das Stiftsterritorium zu bewahren. Den Dom in Hildesheim ließ er weiter ausschmücken. Zur Feier des Fronleichnamsfestes stiftete er ein Benefizium.
Nach seinem Tod fand Heinrich sein Grab im Hildesheimer Dom.